# Željko Buvač
Željko Buvač (Prijedor, 13 settembre 1961) è un dirigente sportivo, allenatore di calcio ed ex calciatore bosniaco, di ruolo centrocampista, direttore sportivo della Dinamo Mosca.

## Caratteristiche tecniche
Giocava come centrocampista offensivo.

## Carriera

### Giocatore
Dal 1991 al 1992 ha giocato per Rot-Weiß Erfurt e Magonza nella seconda serie tedesca.

### Allenatore
Dopo il suo ritiro nel 1998 è diventato allenatore del Neukirchen, sua ultima squadra da giocatore.
Nel 2001, dopo tre stagione, è diventato vice allenatore di Jürgen Klopp al Magonza, sua ex squadra. Ha seguito il tecnico tedesco anche nel Borussia Dortmund e nel Liverpool.
Il 20 aprile 2018 il Liverpool ha annunciato che Buvač avrebbe preso una pausa per motivi personali fino al termine della stagione.

## Palmarès

### Giocatore

#### Competizioni nazionali
- Coppa di Jugoslavia: 1

Borac Banja Luka: 1987-1988